# Casanova heiratet
Casanova heiratet ist eine Filmkomödie von Viktor de Kowa aus dem Jahr 1940. Am Drehbuch der Verfilmung des Bühnenstücks Ein großer Mann privat wirkte auch der Originalautor Harald Bratt mit. In der Hauptrolle verkörpert Karl Schönböck den Theaterschauspieler Rudi Peusch alias Ralph Gregor.

## Handlung
Der Schauspieler Ralph Gregor spielt auf der Bühne den Frauenheld Rudi Peusch so überzeugend, dass sein Publikum der einhelligen Meinung ist, dass er auch in seinem Privatleben von Frauen nur so umzingelt sein muss. Tatsächlich ist er privat jedoch schon lange mit seiner Kollegin Steffie zusammen. Nach einem Streit mit ihr, nimmt er sich eine Auszeit und fährt aufs Land, wo er die attraktive Gertrud kennenlernt. Er überlegt nicht lange und macht ihr einen Heiratsantrag.
Kurz darauf wird er jedoch von Steffie, die ihn gemeinsam mit Johanna ausfindig gemacht hat, zur Rede gestellt, worauf Gertrud ihn wieder verlässt. Zurück im Theater treffen sich Ralph und Steffie in der Garderobe, wo sie gemeinsam erkennen, dass sie eigentlich doch füreinander bestimmt sind.

## Produktionsnotizen
Der Film wurde am 29. Februar 1940 in Trier uraufgeführt; im Berliner Tauentzienpalast wurde er am 15. Mai 1940 gezeigt. Die Filmzensur passierte er am 31. Januar 1940. Die Dreharbeiten fanden am Tegernsee statt. Conrad Flockner leitete die Produktion. Karl Weber war gemeinsam mit Carl Haacker für die Filmbauten zuständig, Hans Rütten sorgte für den Ton. Die Liedtexte entstammen der Feder von Richard Busch. Rudolf Brix fotografierte die Darsteller auf dem Set, für deren Kostüme Ilse Fehling verantwortlich war.

## Kritiken
„Ein vielgeliebter Bühnen-Casanova erfährt, wie schwierig der Rückzug ins private Leben ist. Seiner Heirat mit der jungen Haushälterin des neu erworbenen Bauernhofs stehen die zahlreichen Verehrerinnen im Wege.“